# Herbert von Karajan
« Karajan » redirige ici. Pour les autres significations, voir Karajan (homonymie).
Herbert von Karajan (/ˈhɛɐbɛɐt fɔn ˈkaʁaˌjan/ ), né le 5 avril 1908 à Salzbourg et mort le 16 juillet 1989 à Anif, près de Salzbourg, est un chef d'orchestre autrichien.
Spécialiste du répertoire austro-allemand et d'Europe centrale de Bach à Bartók ainsi que de l'opéra italien, il a laissé près de six cents enregistrements chez Deutsche Grammophon, EMI et Decca, ce qui fait de lui le chef le plus enregistré du XXe siècle.

## Biographie
Son nom de naissance est Heribert, Ritter von Karajan (chevalier de Karajan). Karajan est né dans une famille de Salzbourg dont la lignée paternelle est originaire de Grèce : son arrière-arrière-grand-père, l'Aroumain Geòrgios Johannes Karajànnis, né à Kozani en 1743, part pour Vienne en 1767 puis pour Chemnitz en Saxe. Ce dernier et son fils sont anoblis par l'électeur de Saxe, Frédéric-Auguste III, le 1er juin 1792, en reconnaissance de leur contribution au développement de l'industrie textile saxonne ; Karajànnis devient Karajan, auquel est ajoutée la particule von, marque de l'appartenance de la famille à la noblesse autrichienne. Herbert est le second fils d'Ernst, chirurgien et directeur du principal hôpital de Salzbourg, et de Martha Cosmac, issue d'une famille de notables de la région de Graz.

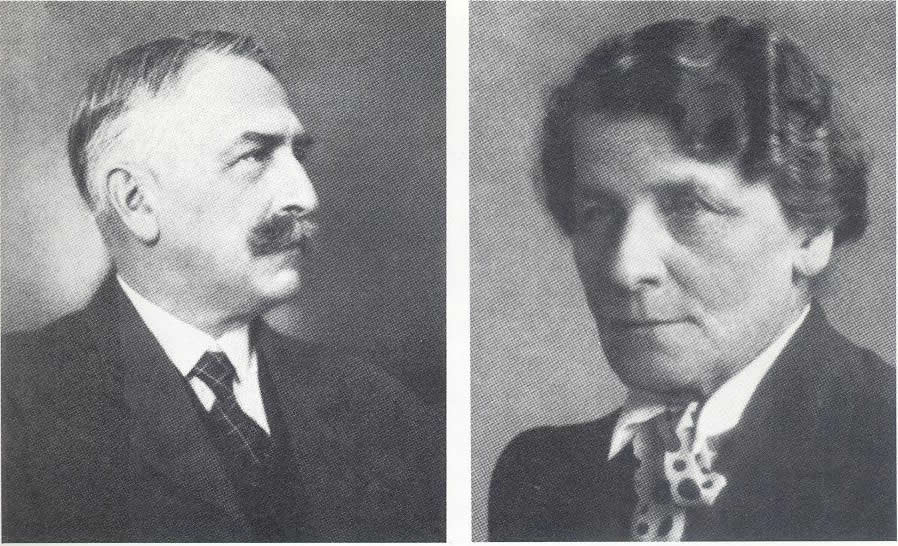
Les parents d'Herbert, Ernst et Martha.

Son père, qui est clarinettiste au Mozarteum de Salzbourg, initie tôt ses enfants à la musique. Son frère aîné Wolfgang se révèle peu doué pour le piano mais Herbert, caché sous l'instrument, profite des leçons laborieuses de Wolfgang, avant même de recevoir des leçons et de devenir un interprète doué. De 1916 à 1926, il étudie au Mozarteum de Salzbourg. Le directeur du conservatoire local, Bernhard Paumgartner, le prend sous son aile et devient son mentor, lui conseillant de se concentrer sur la composition et la direction d'orchestre, cette conversion étant favorisée par une tendinite chronique qui affecte les doigts d'Herbert.
Il poursuit ses études musicales à l'Académie de musique de Vienne auprès du professeur Franz Schalk.
Herbert von Karajan fait ses débuts officiels de chef d'orchestre en 1929 en dirigeant Salomé de Richard Strauss à Salzbourg et devient, jusqu'en 1934, premier maître de chapelle de l'Opéra d'État d'Ulm. En 1933, il fait ses débuts au Festival de Salzbourg en dirigeant La Nuit de Walpurgis de Mendelssohn dans une production du Faust de Goethe par le metteur en scène Max Reinhardt. La même année, il présente à Salzbourg une première demande d'adhésion au Parti nazi, qui n'aboutit pas à cause des restrictions décidées au sein du parti nazi après l'arrivée au pouvoir d'Adolf Hitler ; mais il y adhère finalement deux ans plus tard, en mars 1935, notamment dans le but d'obtenir le poste ardemment convoité de chef de l'orchestre symphonique du théâtre d'Aix-la-Chapelle. Cette adhésion fait suite à l'expression répétée de sympathies vis-à-vis de l'extrême droite dans sa jeunesse et ne peut être réduite à son carriérisme.
En 1935, il est le plus jeune directeur musical (Generalmusikdirektor) allemand et est invité à diriger à Stockholm, Bruxelles et Amsterdam. En 1937, il fait ses débuts à la tête de l'Orchestre philharmonique de Berlin et de l'Opéra national dans Fidelio. 
En 1938, il obtient son premier grand succès à Berlin en dirigeant Tristan et Isolde ; un critique berlinois titre alors son article « Das Wunder Karajan » (« Le miracle Karajan »). Il devient alors un pion utilisé contre Wilhelm Furtwängler dans la guerre culturelle interne qui oppose Joseph Goebbels à Hermann Göring pour le contrôle du monde musical allemand, Goebbels soutenant l'Orchestre philharmonique de Berlin et Goering l'Opéra national. Le 26 juillet 1938 il épouse la chanteuse d'opérette Elmy Holgerloef. Ils divorcent en 1942, Herbert se remariant le 22 octobre de la même année avec la jeune héritière d'une grande dynastie d'industriels allemands, Anna Maria (dite Anita) Gutermann.
En 1939, Karajan s'attire l'inimitié de Hitler lors d'un concert de gala donné en l'honneur des monarques yougoslaves : en raison de l'erreur du baryton Rudolf Bockelmann, il perd le fil des Maîtres Chanteurs du compositeur Richard Wagner — qu'il dirigeait sans partition, comme à son habitude —, les chanteurs cessent alors de chanter et, dans la plus grande confusion, le rideau tombe ; furieux, Hitler donne cet ordre à Winifred Wagner : « Moi vivant, Herr von Karajan ne dirigera jamais à Bayreuth ». Karajan demeure cependant à la tête de l'orchestre de la Staatskapelle de Berlin à l'Opéra national.
Son engagement nazi, prouvé par ses demandes d'adhésion au parti (même si on cherche à en diminuer la gravité en justifiant un opportunisme de sa part), lui permit de diriger plusieurs concerts dans Paris occupé en 1941 et 1942 à l'Opéra Garnier à la tête de l'Orchestre philharmonique de Berlin.
Après la guerre, en 1947, il est « dénazifié » (pour les Allemands : "geläutert") par les Alliés et pris sous contrat par Walter Legge, pour devenir l'année suivante chef d'orchestre permanent du Philharmonia Orchestra à Londres. À la réouverture du Festival de Bayreuth en 1951, ainsi que l'année suivante, il est invité à diriger l'orchestre du festival, notamment dans un Tristan et Isolde devenu légendaire. Le chef d'orchestre Wilhelm Furtwängler meurt fin 1954. Karajan est nommé en 1955 chef à vie de l'Orchestre philharmonique de Berlin, ce qui lui permet de réaliser son rêve de toujours : devenir le successeur de l'illustre chef allemand.
Sa nomination signe le départ de Sergiu Celibidache, chef associé du Philharmonique de Berlin. Karajan vouait une inimitié à Celibidache (qui avait très rapidement senti les limites du talent musical de l'Autrichien)  et raya son nom de la liste des chefs titulaires du Philharmonique. Ce dernier ne redirigera le Philharmonique qu'une seule fois, en 1992, après la mort de Karajan, et son nom ne fut rétabli parmi la liste des chefs titulaires que tardivement par Simon Rattle lors de sa prise de fonction à la tête du Philharmonique de Berlin en 1999.
Il est alors à la tête d'un orchestre considéré à l'époque, et depuis longtemps déjà, comme le plus prestigieux du monde, et Karajan peut se considérer comme l'héritier de la plus grande tradition allemande de direction orchestrale (Richard Wagner, Hans von Bülow, Arthur Nikisch et Wilhelm Furtwängler). La qualité de l'orchestre est telle que Karajan confia une fois à ses nouveaux musiciens qu’« il avait l'impression de s'appuyer contre un mur épais lorsqu’il les dirigeait » .
En 1955, après un premier concert à New York, il fait avec l'orchestre une grande tournée aux États-Unis, qu'il renouvelle l'année suivante. C'est dans ces années que se met en place le « système Karajan » très élaboré, qui consiste à faire travailler l'orchestre en studio avant d'enregistrer les opéras sur disque, de telle sorte qu'au moment des représentations sur scène l'orchestre est parfaitement rodé.

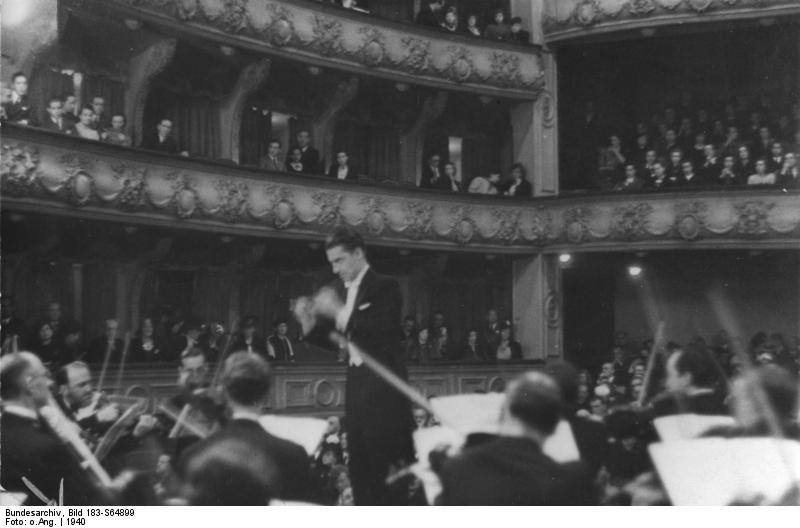
Herbert von Karajan en 1940, Madrid.

En 1956, Karajan prend la direction artistique du Festival de Salzbourg, qu'il ne quittera pas jusqu'en 1988. En 1957 il succède à Karl Böhm en tant que directeur artistique de l’Opéra d’État de Vienne, poste qu'il quitte en 1964 sur une brouille. En 1967, il crée le Festival de Pâques de Salzbourg, tout en restant à la tête du Festival de Salzbourg. C'est alors qu'il enregistre sur disque, jusqu'en 1971, un Ring qui fait date par son parti-pris de transparence sonore et de légèreté orchestrale.
De 1969 à 1971, il est le directeur artistique de l'Orchestre de Paris. En 1977 il retrouve l'Orchestre philharmonique de Vienne pour la première fois depuis 1964 ; il n'y sera plus jamais directeur, mais chef invité.
À l'orée des années 1980, Herbert von Karajan joue un rôle capital dans le développement de l'enregistrement numérique et du disque compact, dont le premier exemplaire voit le jour le 17 août 1982 grâce à une collaboration entre Sony et Philips dans une usine de Langenhagen, près de Hanovre. Herbert von Karajan a noué une relation privilégiée avec Norio Ohga, président de Sony, tout en étant affilié à Deutsche Grammophon (Philips) : alors que Sony et Philips débattent du format du nouveau produit, sa proposition de graver sa version de la 9e Symphonie de Ludwig van Beethoven, enregistrée en 1951 au Festival de Bayreuth, est décisive dans le choix du format avancé par Sony. Il apparaît à la première conférence de presse annonçant la création du disque compact, entre Joop Sinjou de Philips et Akio Morita de Sony. France Musique indique que « dans sa recherche de la pureté sonore, Karajan voit dans le CD un moyen de gommer les imperfections sans trop altérer la qualité de la musique ». Le premier CD classique est un enregistrement d'Une symphonie alpestre de Richard Strauss par Herbert von Karajan avec l'Orchestre philharmonique de Berlin.
En 1982, il entre en conflit avec son orchestre en tentant d'imposer Sabine Meyer au poste de clarinette solo, dans une formation alors quasi exclusivement masculine. C'est le début d'une période tendue avec « ses » musiciens de Berlin-Ouest, période qui le verra de plus en plus souvent diriger à Vienne. En 1987 il dirige le Concert du nouvel an au Musikverein de Vienne avec la soprano Kathleen Battle.
Il donne son dernier concert parisien en 1988 au théâtre des Champs-Élysées, avec au programme La Nuit transfigurée de Schönberg et la première symphonie de Brahms. Le 23 avril 1989 il donne au Musikverein de Vienne son ultime concert, à la tête de l'Orchestre philharmonique de Vienne, avec au programme la septième symphonie de Bruckner. Usé par une maladie du dos et une douleur qui le contraignent à porter un corset rigide, il démissionne le 24 avril 1989 de l'Orchestre philharmonique de Berlin, et réalise le même jour, chez Deutsche Grammophon et avec l'Orchestre philharmonique de Vienne, son dernier enregistrement, celui de la septième symphonie de Bruckner. Le 16 juillet suivant, il meurt d'une crise cardiaque dans sa maison d'Anif.

## Orientations musicales

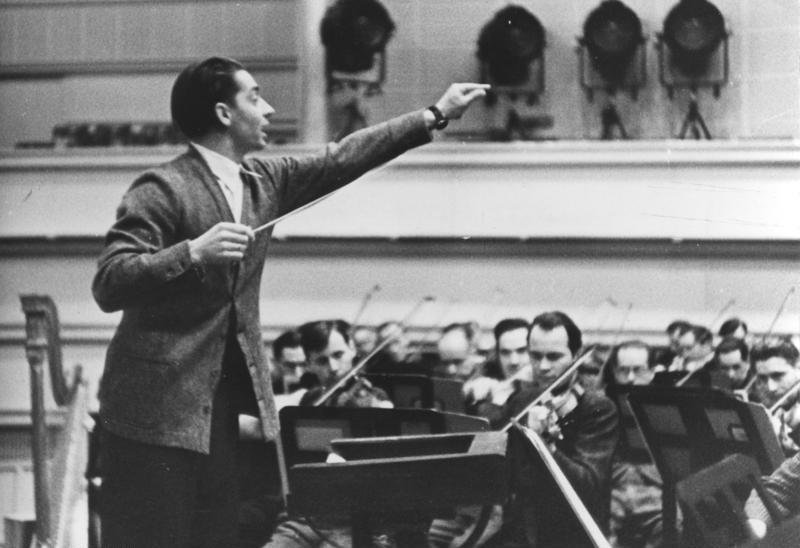
Karajan en 1941.

Karajan a exploré un très vaste répertoire allant du baroque jusqu’à la musique du XXe siècle. Il a déclaré à l’occasion de la parution de son enregistrement de l’opéra Pelléas et Mélisande de Claude Debussy, qu’il n’a enregistré qu’une seule fois après l’avoir plusieurs fois dirigé à la scène, qu’il s’agissait de son ouvrage préféré. Il a confié lors d’un entretien à la radio France Musique qu’il était en osmose avec cette œuvre comme s’il l’avait écrite, et qu’avant de l’enregistrer pour EMI, il avait dit aux musiciens de l’Orchestre philharmonique de Berlin que tout ce qu’ils avaient fait avec lui jusque-là n’était qu’une préparation à l’enregistrement de Pelléas.
Toutefois, son nom reste surtout attaché aux « piliers » du répertoire germanique. Son répertoire est en fait celui des autres chefs de sa génération, voire de la génération précédente. S’il montre dans Mozart, surtout dans les années 1950, un naturel assez nouveau, ni Schubert ni Schumann ne font vraiment partie de son univers[réf. nécessaire] — il n'a signé dans toute sa carrière qu'une seule intégrale des Symphonies de Schubert, seules les Huitième et Neuvième ont été enregistrées respectivement trois et quatre fois sous sa baguette[réf. nécessaire]. Ses interprétations de Haydn, et plus encore de Bach, ne sont pas de sa spécialité. Les œuvres du XXe siècle qu’il a dirigées étaient soigneusement choisies : le Concerto pour orchestre de Bartók, Le Sacre du printemps de Stravinsky, la symphonie no 10 de Chostakovitch et quelques autres (Honegger, Nielsen). Dans les années 1970, il ajoute à son répertoire quelques œuvres de l’« École de Vienne » et de Gustav Mahler (les symphonies nos 4, 5, 6, 9 et Le Chant de la terre). Avec Anton Bruckner également, il entretient la même relation que des chefs nés quinze ans avant lui : si ses 4e, 5e, 7e, 8e et 9e symphonies font partie du cœur de son répertoire, il ne s’aventure que rarement dans les autres, qui semblent moins bien lui convenir. En définitive les compositeurs qu’il a le plus pratiqués, le plus exhaustivement et dans lesquels il est le plus reconnu sont Beethoven, Brahms, Tchaïkovsky, Sibelius, Puccini, Wagner et Richard Strauss. Il faut toutefois souligner l'importance qu'il a accordée à la musique de Sibelius, au point qu'il exigea contractuellement que sa 4e symphonie figure au programme de son premier concert avec le Berliner Philharmoniker.
Concernant son style de direction, il appartient à une génération de chefs germaniques de culture et d’école, mais influencés par quelques chefs latins, italiens surtout : tout particulièrement Toscanini et De Sabata. Par rapport à des chefs d’une génération antérieure, cela se traduit par des tempos plus stables et une plus grande transparence, tout en conservant un son orchestral de culture germanique, large et puissant. Même si le style de Karajan a évidemment évolué au cours de sa carrière, ces caractéristiques se sont maintenues, avec toutefois une prédilection croissante pour le legato et le son. Ajoutons également que, contrairement à son compatriote Nikolaus Harnoncourt qui faisait absolument toutes les reprises, Karajan n'en faisait pratiquement aucune.

## Compositeurs enregistrés

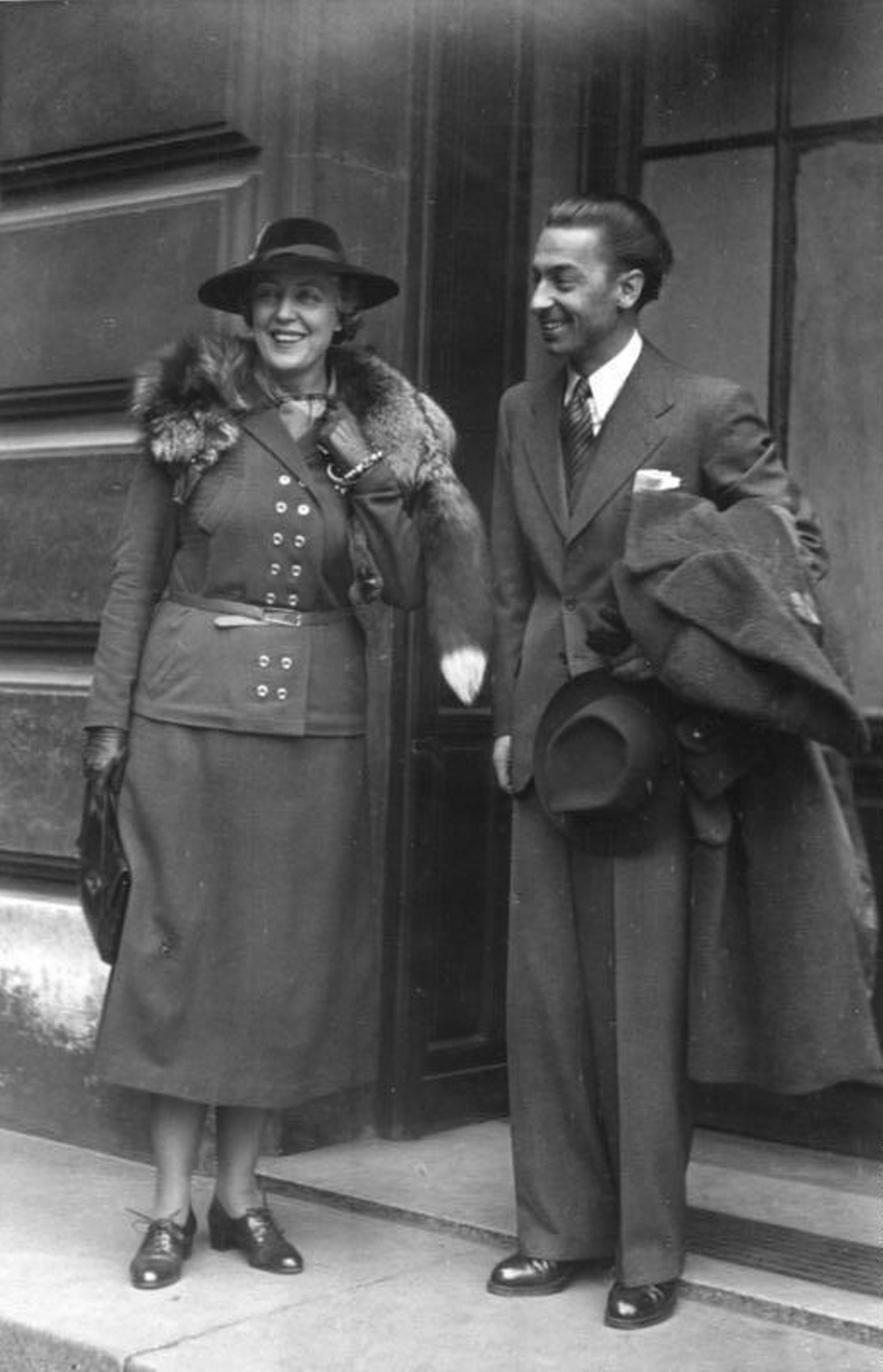
Karajan et la soprano Germaine Lubin, le 17 mai 1941.

Le legs discographique de Karajan est considérable. Karajan a enregistré jusqu'à quatre ou cinq fois certaines œuvres (les poèmes symphoniques de Richard Strauss, la Missa Solemnis de Beethoven, l'intégrale des symphonies de Beethoven, l'intégrale des symphonies de Brahms, Un requiem allemand de Brahms).
Dans l'ordre alphabétique (liste exhaustive / en gras ses compositeurs de prédilection) :
- Adolphe Adam, Tomaso Albinoni ;
- Johann Sebastian Bach, Mili Balakirev, Béla Bartók, Ludwig van Beethoven, Alban Berg, Hector Berlioz, Georges Bizet, Luigi Boccherini, Alexandre Borodine, Johannes Brahms, Benjamin Britten, Anton Bruckner ;
- Emmanuel Chabrier, Frédéric Chopin, Dmitri Chostakovitch, Francesco Cilea, Arcangelo Corelli ;
- Claude Debussy, Léo Delibes, Antonín Dvořák[18] ;
- César Franck ;
- Christophe Willibald Gluck, Charles Gounod, Edvard Grieg ;
- Joseph Haydn, Georg Friedrich Haendel, Paul Hindemith, Gustav Holst, Arthur Honegger, Johann Nepomuk Hummel, Engelbert Humperdinck ;
- Zoltan Kodaly ;
- Franz Lehár, Kurt Leimer, Ruggero Leoncavallo, Franz Liszt, Pietro Locatelli ;
- Gustav Mahler, Vincenzo Manfredini, Pietro Mascagni, Felix Mendelssohn, Modeste Moussorgski, Wolfgang Amadeus Mozart ;
- Carl Nielsen ;
- Jacques Offenbach, Carl Orff ;
- Johann Pachelbel, Amilcare Ponchielli, Sergueï Prokofiev, Giacomo Puccini ;
- Sergueï Rachmaninov, Maurice Ravel, Ottorino Respighi, Emil von Reznicek, Nikolaï Rimski-Korsakov, Gioachino Rossini, Albert Roussel ;
- Camille Saint-Saëns, Franz Schmidt, Arnold Schönberg, Franz Schubert, Robert Schumann, Jean Sibelius, Bedřich Smetana, Johann Strauss père, Johann Strauss fils, Josef Strauss, Richard Strauss, Igor Stravinsky, Franz von Suppé ;
- Piotr Ilitch Tchaïkovski, Giuseppe Torelli ;
- Ralph Vaughan Williams, Giuseppe Verdi, Antonio Vivaldi ;
- Richard Wagner, Carl Maria von Weber, Anton Webern, Ermanno Wolf-Ferrari .

### Hymne du conseil de l'Europe et de l'union européenne
En 1972, lorsque le Conseil de l'Europe, fit de lʼHymne à la joie de Beethoven (9e symphonie) son hymne officiel, il demanda à Herbert von Karajan, via son ami, Lujo Tončić-Sorinj, premier secrétaire général du Conseil de l'Europe, d'en écrire trois arrangements, pour piano, instruments à vent et orchestre symphonique, dont Karajan possède les droits exclusifs. En 1985, l'Hymne à la joie devint, également, l'hymne officiel de l'Union européenne.

## Côte d'Azur
Karajan avait ses habitudes sur la Côte d'Azur. C'est d'ailleurs à Saint-Tropez, début 1957, qu'il rencontre Éliette Mouret, un mannequin de 17 ans, originaire de Mollans-sur-Ouvèze (Drôme), qui devient sa troisième épouse le 18 octobre 1958, le jour des 19 ans de cette dernière. Il acquiert la villa « La Palme » en bord de mer sur le Cap de Saint-Tropez, à l'entrée de la baie des Canoubiers, où ses voiliers successifs étaient amarrés, les Helisara, sur lesquels il participa à de nombreuses régates en tant que skipper.
La complicité entre le musicien et la mer remonte à sa prime enfance et, dès 1938, il fait l’acquisition de son premier voilier, Karajanides. En 1967, il lance le premier des six Helisara qui marqueront sa vie. Ce nom est un acronyme fabriqué à partir des initiales de son propre prénom, de celui de son épouse et de ses deux filles : (H)erbert, (El)iette, (Is)abel et (Ara)bel. Cinq voiliers porteront ce nom jusqu'à Helisara VI, un maxi de 24 mètres, à bord duquel Karajan remporta de nombreuses régates.
Il installe à Monaco sa maison d'édition, Télémondial, qui réalisa les premiers vidéo-disques importants de l'histoire de la vidéo contemporaine.

## Dans une œuvre de fiction
Dans « Mort à la Fenice », Donna Leon crée son personnage principal Helmut Wellauer en s’inspirant fortement de Herbert von Karajan et de son passé nazi.

## Distinctions

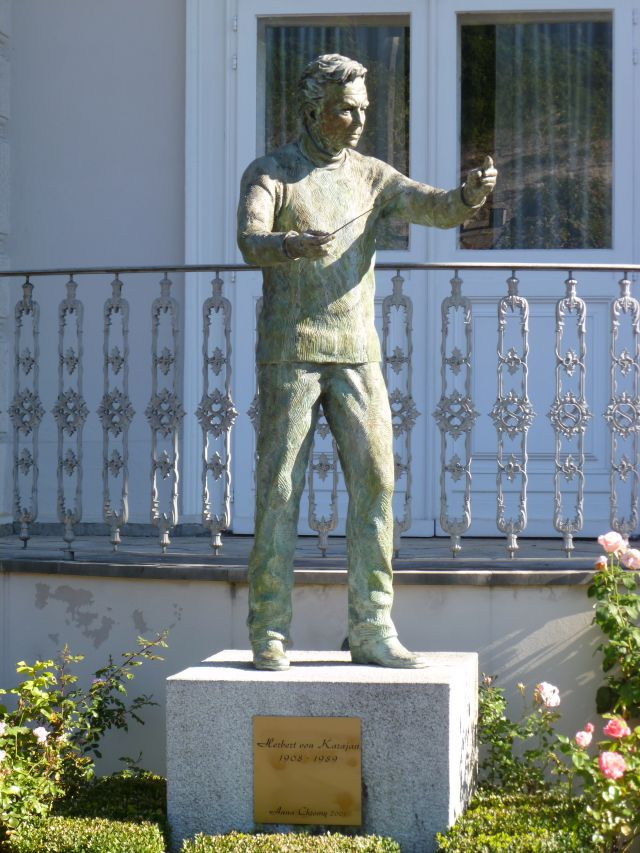
Statue de Herbert von Karajan à Salzbourg.

- Docteur honoris causa de l'Université Waseda[23].
- Docteur honoris causa de l'Université de Salzbourg.
- « Honorary Degree of Doctor of Music » de l'Université d'Oxford, le 20 juin 1978[24].
- (6973) Karajan, astéroïde.
- Une Porsche Karajan lui a été offerte.

## Décorations
- Commandeur de l'ordre du Mérite de la République fédérale d'Allemagne ( Allemagne).
- Première classe de l'ordre des sciences et des arts autrichien (en) ( Autriche).
- Médaille du mérite des Salisburghese (de) ( Autriche).
- Grand officier de l'ordre du Mérite de la République italienne ( Italie).

### Vidéographie
- Herbert von Karajan in rehearsal and performance (1965 (Schumann), 1966 (Beethoven)), réalisation Henri-Georges Clouzot, DVD Unitel, 2006.
- Franck Chaudemanche, « Karajan intime », documentaire TV, 55 min, France, 2008.

#### Bases de données et dictionnaires
- (en) Site officiel
- Ressources relatives à la musique :   - AllMusic
  - Bayerisches Musiker-Lexikon Online
  - Carnegie Hall
  - Discogs
  - Grove Music Online
  - Last.fm
  - MusicBrainz
  - Muziekweb
  - Operabase
  - Rate Your Music
  - Répertoire international des sources musicales
- Ressources relatives à l'audiovisuel :   - AllMovie
  - Allociné
  - Filmportal
  - Filmweb.pl
  - IMDb
  - Rotten Tomatoes
- Ressource relative au spectacle :   - Archives suisses des arts de la scène
- Ressource relative à plusieurs domaines :   - Radio France
- Ressource relative à la recherche :   - Isidore
- Notices dans des dictionnaires ou encyclopédies généralistes :   - Britannica
  - Brockhaus
  - Den Store Danske Encyklopædi
  - Deutsche Biographie
  - Enciclopedia De Agostini
  - Gran Enciclopèdia Catalana
  - Hrvatska Enciklopedija
  - Internetowa encyklopedia PWN
  - Larousse
  - Nationalencyklopedin
  - Munzinger
  - Proleksis enciklopedija
  - Store norske leksikon
  - Treccani
  - Universalis
  - Visuotinė lietuvių enciklopedija
- Notices d'autorité :   - VIAF
  - ISNI
  - BnF (données)
  - IdRef
  - LCCN
  - GND
  - Italie
  - Japon
  - CiNii
  - Espagne
  - Belgique
  - Pays-Bas
  - Pologne
  - Israël
  - NUKAT
  - Catalogne
  - Suède
  - Australie
  - WorldCat